# طیبه الاسم، حماة
طیبه الاسم (به عربی: طیبة الاسم) یک روستا در سوریه است که در ناحیه صوران واقع شده‌است. طیبه الاسم ۴۶۳ نفر جمعیت دارد.